# 姜敏壽
姜 敏壽（カン・ミンス、Kang Min-Soo、강민수、1986年2月14日 - ） は、韓国出身のサッカー選手。ポジションはDF（センターバック）。釜山アイパーク所属。

## 経歴
2007年から韓国代表に選ばれている。2010年のFIFAワールドカップでは同年4月30日に予備登録30人のメンバーに選出されたが、同年5月16日のエクアドル戦後に26人に絞り込まれた際に落選している。しかし、同年5月30日のベラルーシ戦で郭泰輝が負傷したため、急遽メンバー入りとなった。

## 代表歴

### 出場大会など
- 2007年6月2日 - A代表初出場（親善試合） - オランダ代表戦
- U-23 韓国代表
  - 2008年 北京オリンピック （グループリーグ敗退）
- 韓国代表
  - 2007年 アジアカップ（3位）
  - 2010年 ワールドカップ（ベスト16）

### 試合数
- 国際Aマッチ 33試合 0得点（2007年-2014年）[1]

| 韓国代表 | 国際Aマッチ | 国際Aマッチ |
| 年       | 出場        | 得点        |
| -------- | ----------- | ----------- |
| 2007     | 8           | 0           |
| 2008     | 12          | 0           |
| 2009     | 7           | 0           |
| 2010     | 4           | 0           |
| 2011     | 0           | 0           |
| 2012     | 0           | 0           |
| 2013     | 0           | 0           |
| 2014     | 2           | 0           |
| 通算     | 33          | 0           |